# Мисс США 1962
Мисс США 1962 (англ. Miss USA 1962) — 11-й конкурс красоты Мисс США, прошедший 12 июля 1962 года в Майами, Флорида. Победительницей конкурса стала Мэйсел Уилсон из штата Гавайи. На данном конкурсе было самое наименьшее число участниц с 1952 года.

## Результаты
| Итоговое место | Участница |
| -------------- | --- |
| Мисс США 1962  | - Гавайи — Мэйсел Уилсон |
| 1-я Вице Мисс  | - Коннектикут — Дайан Забицки |
| 2-я Вице Мисс  | - Теннесси — Гейл Уайт |
| 3-я Вице Мисс  | - Калифорния — Мэрилин Тиндалл |
| 4-я Вице Мисс  | - Невада — Джанет Хэдланд |
| Полуфиналистки | - Аризона — Джерри Майклсон - Колорадо — Пенни Джеймс - Вашингтон (округ Колумбия) — Хелен Суини - Иллинойс — Джин Доннелли - Индиана — Сью Экамп - Нью-Гэмпшир — Сандра Кей - Нью-Йорк — Шеррилин Патселл - Орегон — Джойс Коллин - Пенсильвания — Маргарет Лайнман - Техас — Джеки Уильямс - Юта — Патрисия Профайзер |

## Штаты-участники
| - Алабама — Джеролин Риджуэй - Аляска — Тереза Хэнсон - Аризона — Джерри Майклсон - Арканзас — Линда Ригган - Калифорния — Мэрилин Тиндалл - Колорадо — Пенни Джеймс - Коннектикут — Дайан Забицки - Вашингтон (округ Колумбия) — Хелен Суини - Флорида — Шэрон Конрад - Джорджия — Генельда Одум - Гавайи — Мэйсел Уилсон - Айдахо — Кинне Мари Холланд - Иллинойс — Джин Доннелли - Индиана — Сью Экамп - Айова — Регина Прушер - Канзас — Линда Лайт - Кентукки — Салли Картер - Луизиана — Дайан ДеКлуэ - Мэн — Карен Хендерсон - Мэриленд — Шельда Фарли | - Массачусетс — Гейл Поуп - Мичиган — Джудит Лэмпартер - Миссисипи — Сандра Мазур - Миссури — Майки Кэмпбелл - Невада — Джанет Хэдланд - Нью-Гэмпшир — Сандра Кей - Нью-Джерси — Джойс Томпсон - Нью-Йорк — Шеррилин Патселл - Северная Каролина — Бренда Смит - Огайо — Джоан Колюси - Орегон — Джойс Коллин - Пенсильвания — Маргарет Лайнман - Род-Айленд — Мэрилин Скотт - Южная Каролина — Джуди Клайберн - Теннесси — Гейл Уайт - Техас — Джеки Уильямс - Юта — Патрисия Профайзер - Вермонт — Барбара Кирни - Западная Виргиния — Ники Гагалис - Висконсин — Шерри Матсон |

Представительницы следующих штатов не принимали участие: Делавэр, Миннесота, Монтана, Небраска, Нью-Мексико, Северная Дакота, Оклахома, Южная Дакота, Виргиния, Вашингтон, Вайоминг